# Абрус молитовний

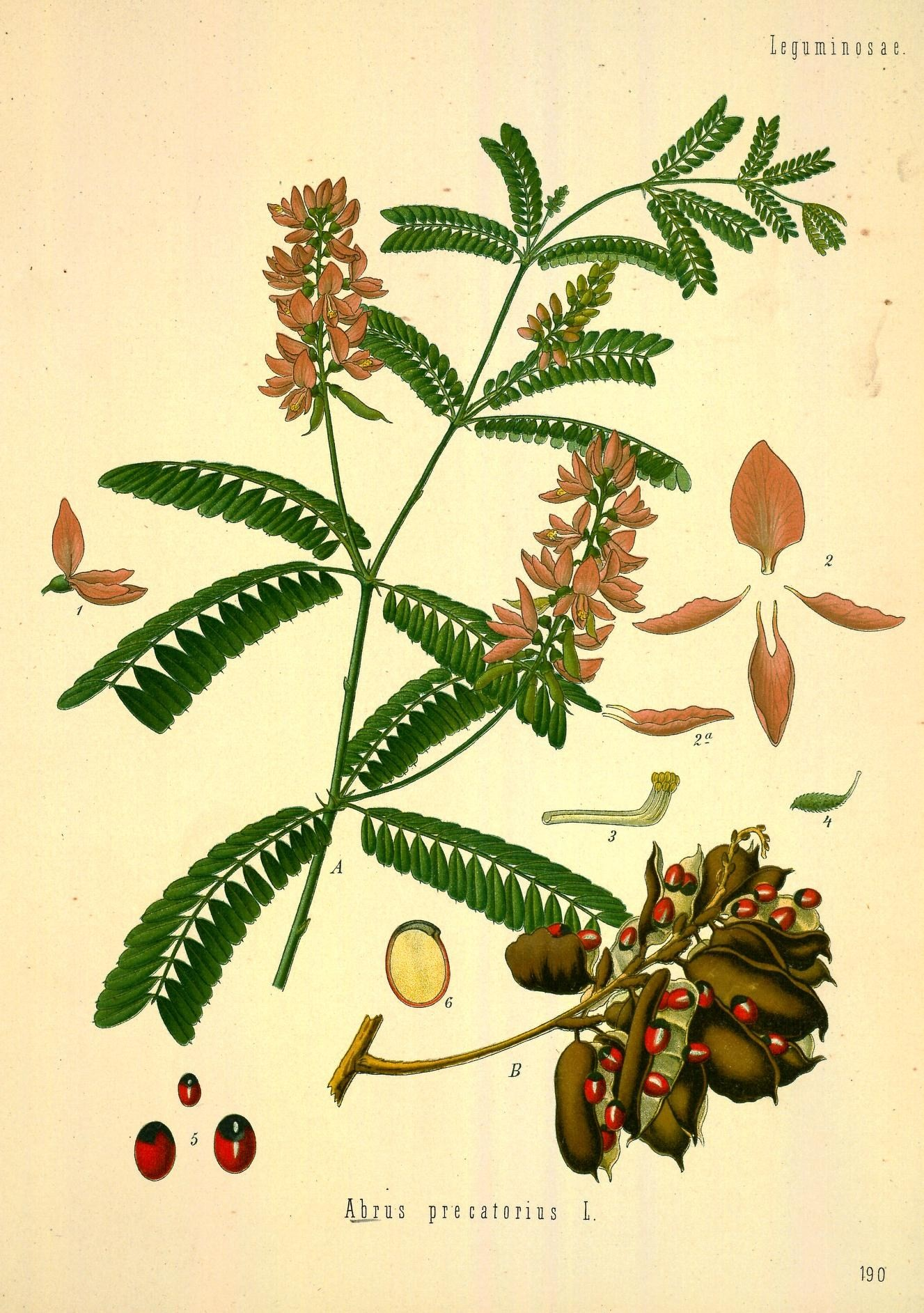
Абрус молитовний.

Абрус молитовний (Abrus precatorius) — вид роду абрус, рослина родини бобові (Fabaceae), дико виростає в Індії і культивується в тропіках обох Півкуль. Отруйна рослина.

## Біологічний опис
В'юнка деревоподібна ліана зі складними парноперистим листям.
Квітки дрібні блідо-рожеві, зібрані в китиці.
Плід — сплощений біб. Усередині бобу міститься чотири — шість насінин характерного кіноварно-червоного кольору з чорною плямою на вузькому кінці.

## Хімічний склад
Насіння надзвичайно отруйне, містить білковий фітотоксин абрин. Потрапляння насіння в шлунок може викликати важкий гастроентерит і зневоднення. Настій насіння при контакті з очима може призвести до погіршення зору.
Корінь містить гліциризинову кислоту, яка обумовлює його приторно-солодкий смак. Солі гліциризинової кислоти солодші за цукор в 100 разів.

## Використання
Корінь абрусу молитовного іноді називають індійською лакрицею і застосовують замість солодкового кореня.
Раніше з насіння робили чотки, у зв'язку з чим рослину називають «молитовною».
| Гібіскус | Це незавершена стаття про квіткові рослини. Ви можете допомогти проєкту, виправивши або дописавши її. |